# Raffaele (arcangelo)
Raffaele (in ebraico רָפָאֵל‎?, Rafa'el, composto da rapha, "egli ha guarito", e da El, "Dio"; il significato può essere interpretato come "Dio ha guarito" o come "Dio è il guaritore") è, nella tradizione biblica, uno degli angeli che sono alla presenza di Yahweh e ne cantano incessantemente le lodi.

## Nella Bibbia

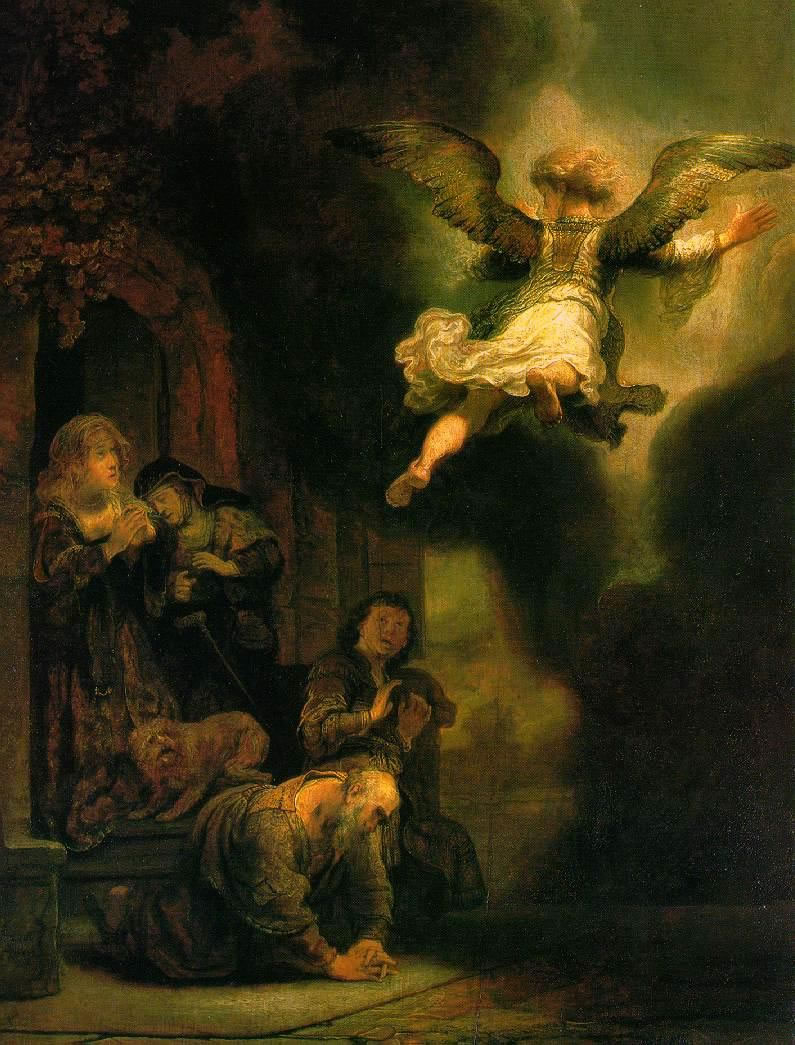
Raffaele lascia la famiglia di Tobia in un dipinto di Rembrandt.

Raffaele è il terzo angelo di cui parla la Bibbia, nel libro di Tobia nel quale appare in forma umana col nome di Azaria (Tobia 5:11-17, 6:5-9). Da notare che questo libro è riconosciuto come canonico per i cattolici e gli ortodossi, ma apocrifo per gli ebrei e i protestanti.
Raffaele è la guida ed il difensore del giovane Tobia o Tobiolo, inviato da Dio per aiutarlo nel compito affidatogli dal padre ormai cieco di riscuotere un credito che questi aveva lasciato in una città della Media. Nel viaggio Raffaele procura a Tobia un felice matrimonio con la giovane Sara, la guarigione della stessa dai tormenti del demonio e del padre di Tobia dalla cecità.
Solo al termine della sua missione, prima di lasciarli per tornare al cielo, egli si rivela, dichiarandosi «uno dei sette spiriti che sono sempre pronti ad entrare alla presenza della maestà del Signore», e incaricando di scrivere l'accaduto.
Essendo un personaggio di un libro deuterocanonico della Bibbia, Raffaele non è riconosciuto dalla maggior parte delle confessioni Protestanti. Inoltre, gli angeli menzionati nei libri più antichi della Bibbia ebraica non hanno nome; Rabbi Simeon ben Lakish di Tiberiade (230-270), affermava che tutti i nomi specifici degli angeli erano stati portati dagli Ebrei di Babilonia.
Un passo del Nuovo Testamento collegato, seppur indirettamente, a Raffaele (ma anche ad altri arcangeli, come Michele) è quello del miracolo compiuto da Gesù presso la piscina di Betzaetà; San Raffaele è infatti identificato con l'Angelo che, nel racconto dell'evangelista, di tempo in tempo scendeva nella piscina e ne agitava l'acqua, concedendo la guarigione da ogni malattia al primo che vi si sarebbe tuffato dentro dopo il moto dell'acqua (Giovanni 5,4). Questa identificazione è rimasta nel culto, tanto che il passo della guarigione del cieco viene letto nella Messa propria del santo.

## Liturgia, culto e devozione

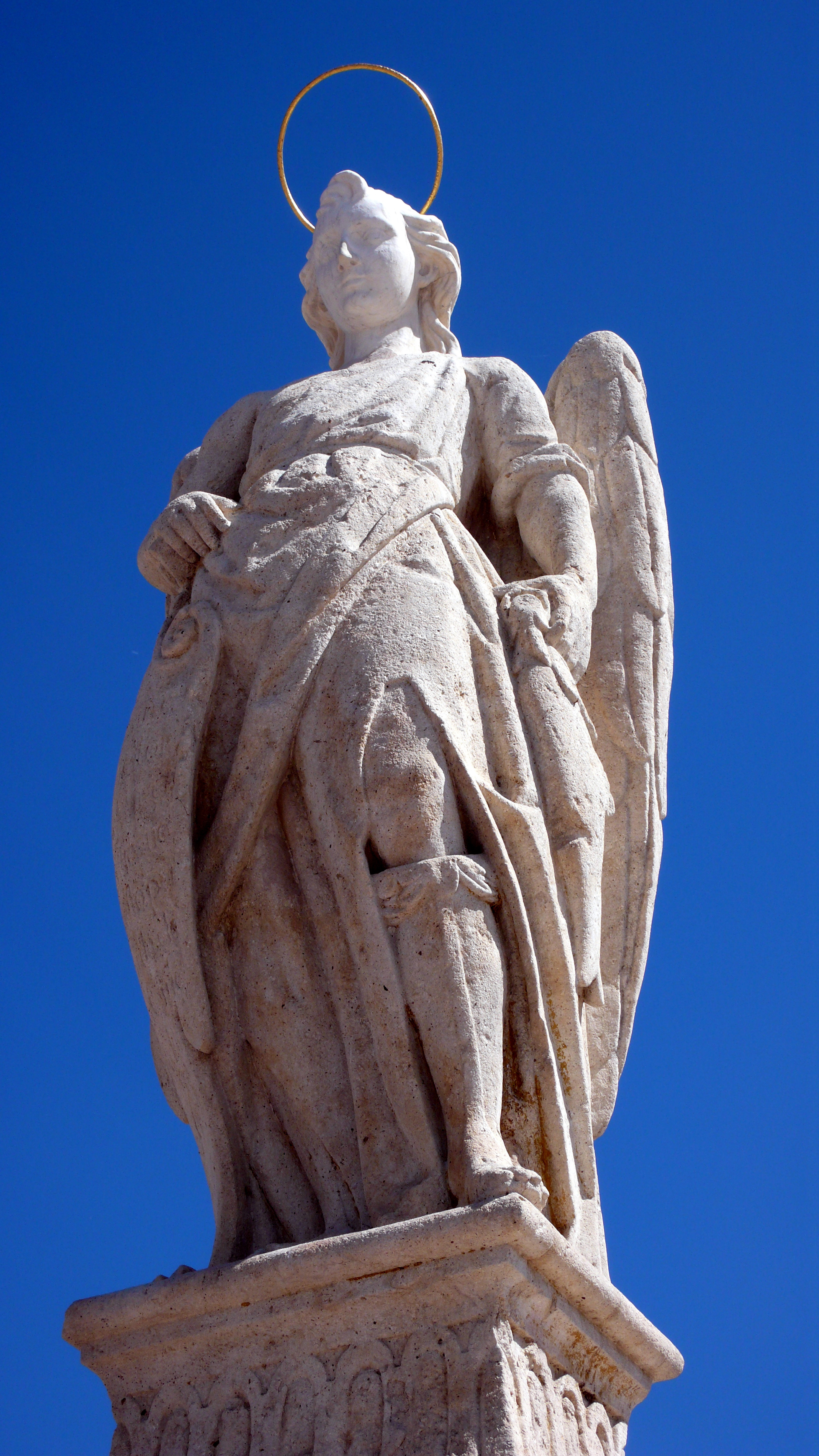
La statua dedicata a San Raffaele a Cordova, chiamata in spagnolo "Triunfos de San Rafael".

Il nome di san Raffaele è assente dai sacramentari e dai martirologi fino al secolo XI, anche se il culto popolare è presumibilmente anteriore. La prima testimonianza scritta è quella di un sacramentario della città di Ivrea, in Piemonte, in uso nell'XI secolo, che riporta la festa liturgica il 3 gennaio. Nel XV secolo, un messale di Bordeaux indicava due feste, l'8 luglio e il 13 ottobre, e il culto dell'arcangelo era diffuso in molte diocesi.
Nel 1651 papa Innocenzo X accordò alla città di Cordova il permesso di celebrare la festa dell'apparizione di san Raffaele il giorno 7 maggio, giorno nel quale l'angelo sarebbe apparso rivelandosi come il «celeste custode» della città.
Successivamente si consolidò l'abitudine di celebrare la festa liturgica il 24 ottobre, e tale data venne accettata da papa Benedetto XV che estese la festa di san Raffaele a tutta la Chiesa cattolica.
Il calendario liturgico cattolico promulgato dopo il Concilio Vaticano II ha riunito in un'unica celebrazione, il 29 settembre, san Michele arcangelo, san Gabriele arcangelo e san Raffaele arcangelo (le cui feste cadono rispettivamente il 29 settembre, il 24 marzo e appunto il 24 ottobre). Venne tuttavia concesso di mantenere la data del 24 ottobre alla città di Cordova, particolarmente devota all'arcangelo e attualmente, si festeggia sempre nella data antica nella messa tridentina.
È compatrono del paese Cellamare, in provincia di Bari.
È anche molto venerato a Sindia, in provincia di Nuoro, in Sardegna.
È patrono di Castrolibero, in provincia di Cosenza.
È anche patrono di Stignano, in provincia di Reggio Calabria.
E' patrono di Villasimius, in provincia di Sud Sardegna che si festeggia il 24 Ottobre.  In occasione della festività il paese festeggia con spettacoli pirotecnici, degustazioni, sfilate di carri e i tradizionali balli sardi.
Particolarmente devoto all'arcangelo Raffaele fu san Giovanni di Dio, al quale l'angelo sarebbe apparso assicurandogli la protezione nella sua opera di cura dei malati e dei poveri; tale devozione continuò poi nell'ordine da lui fondato, i Fratelli Ospedalieri.
Sono dedicati a san Raffaele numerosi ospedali, tra cui quello di Milano fondato da don Luigi Maria Verzé (Istituto scientifico universitario San Raffaele).

## Nell'islam
A differenza di Jibrāʾīl (Gabriele) e Mīkaʾīl (Michele), il suo nome non compare nel Corano ed è tutt'altro che certo che Israfil (che forse recepisce l'ebraico Serāfīm) sia l'adattamento arabo-islamico di Raffaele. Tuttavia nella letteratura religiosa il suo nome compare come angelo della divina guarigione.